# Philodicus palustris
Philodicus palustris är en tvåvingeart som beskrevs av Blasdale 1957. Philodicus palustris ingår i släktet Philodicus och familjen rovflugor.
Artens utbredningsområde är Sudan. Inga underarter finns listade i Catalogue of Life.